# Robina Higgins
Robina Higgins (verheiratete Haight; * 28. April 1915; † 31. Dezember 1990) war eine kanadische Speerwerferin.
1938 siegte sie bei den British Empire Games in Sydney. Im selben Jahr stellte sie am 1. Juli in Winnipeg mit 40,21 m einen nationalen Rekord auf, der bis 1952 Bestand hatte.
Dreimal wurde sie Kanadische Meisterin im Speerwurf (1935, 1939, 1941), zweimal im Kugelstoßen (1935, 1936) und einmal im Diskuswurf (1936).
1984 wurde sie in die Manitoba Sports Hall of Fame aufgenommen.